# Dee Benson
Dee Vance Benson (Sandy, 25 de agosto de 1948 - Ibidem., 30 de noviembre de 2020) fue un juez estadounidense. Se desempeñó como principal de distrito de los Estados Unidos y juez principal del Tribunal de Distrito de los Estados Unidos para el distrito de Utah. Fue brevemente un futbolista profesional. Fue nombrado juez por el presidente George HW Bush el 16 de mayo de 1991 y confirmado por el Senado de los Estados Unidos el 12 de septiembre de 1991, recibiendo su comisión el 16 de septiembre de 1991. En mayo de 2004, el presidente del Tribunal Supremo William Rehnquist nombró al juez Benson para el Tribunal de Vigilancia de Inteligencia Extranjera por un período de siete años. 
Falleció de cáncer cerebral en 2020.

## Primeros años
Nació, junto con su hermano gemelo idéntico, Lee Benson, el 25 de agosto de 1948 en Sandy, Utah y se graduó del Jordan High School. Es de ascendencia sueca. Después de graduarse de Jordan High School, el Sr. Benson asistió a la Universidad Brigham Young en Provo, Utah donde recibió una licenciatura en Artes en 1973. Benson pasó a recibir su Juris Doctor en la primavera de 1976.
Ese año también jugó fútbol profesional con los Utah Golden Spikers de la American Soccer League. Más tarde afirmó que le hizo "darse cuenta de que no tenía futuro en el fútbol profesional".

## Carrera jurídica
Al graduarse de BYU, Benson aceptó un puesto en una empresa de Salt Lake City conocida entonces como Parr-Brown, donde permaneció menos de un año. Luego le ofrecieron y aceptó un puesto como litigante en la firma Snow, Christensen and Martineau, donde permaneció hasta 1984.
Durante su mandato de ocho años en Snow, Christensen, Benson tomó una licencia de dos años para aceptar un puesto en la empresa de construcción Ralph M. Parsons Company con sede en Pasadena, California. Con Ralph M. Parsons, vivió en una ciudad en desarrollo de Arabia Saudita conocida hoy como Yanbu. Sus deberes como asesor legal de Parsons incluían la revisión de contratos y el manejo de demandas que surgieron con contratistas generales y empleados.
Desde 1984 hasta 1989, Benson ocupó varios puestos en el gobierno de EE. UU. En Washington D. C., entre ellos:
- Asesor del Comité Judicial del Senado de los Estados Unidos, Subcomité de la Constitución de 1984 a 1986[4] - Los problemas notables que surgieron durante su empleo incluyeron la Enmienda del Presupuesto Equilibrado.[6]
- Jefe de Gabinete del senador Orrin Hatch de 1986 a 1988.
- Asesor del Comité de Investigación del Congreso Irán-Contra de 1987, donde ayudó a redactar el informe de la minoría con Dick Cheney.
- Fiscal general adjunto Asociado del fiscal general adjunto Harold G. Christensen; Christensen fue su antiguo socio principal en "Snow, Christensen".

En 1989, Benson fue nombrado fiscal de los Estados Unidos para el Distrito de Utah. Su exjefe, el senador Orrin Hatch, lo recomendó para el puesto después de que el entonces fiscal de los Estados Unidos, Brent Ward, dimitiera. La recomendación de Benson fue apoyada además por el senador Jake Garn y por el fiscal general de los Estados Unidos, Richard Thornburgh. Prestó juramento con nombramiento interino el 7 de marzo de 1989. Recibió una nominación presidencial del presidente George HW Bush y la confirmación Senado de los Estados Unidos antes de prestar juramento el 8 de agosto de 1989. La confirmación del Senado se consideró sin incidentes y no contenciosa. Benson ocupó este cargo hasta 1991.

## Carrera docente
Benson también ocupó cátedras adjuntas en la Facultad de Derecho J. Reuben Clark de la Universidad Brigham Young y en la Facultad de Derecho SJ Quinney de la Universidad de Utah, donde impartió cursos sobre pruebas y práctica de juicios penales.

## Carrera judicial
En mayo de 1991, el presidente George HW Bush nominó a Benson para un cargo de juez federal en el Tribunal de Distrito de los Estados Unidos. Este asiento era nuevo para Utah, creado por el Congreso en 1990, junto con otros 84 en todo el país. Benson fue confirmado por el Senado y comenzó a servir el 16 de septiembre de 1991. Ocupó el cargo de Juez Jefe del Tribunal de Distrito de 1999 a 2007.
A través de su nombramiento en 2004 para el Tribunal de Vigilancia de Inteligencia Extranjera en Washington D. C., Benson viajó a la capital del país cada 10 semanas para participar en las sesiones del tribunal. Se desempeñó en esta capacidad hasta 2011, cuando expiró su mandato de siete años.
Mike Lee, candidato republicano al Senado de los Estados Unidos en 2010 en Utah, se desempeñó como asistente legal del juez Benson en 1997.

## Decisiones controvertidas
En 2011, el juez Benson condenó al ecoactivista Tim DeChristopher a dos años de prisión por interrumpir una subasta de petróleo en 2008. Benson había prohibido al equipo de defensa de DeChristopher explicar al jurado por qué interrumpió la subasta. Los críticos han acusado al juez Benson de imponer una dura sentencia a DeChristopher. Peter Yarrow, el cantante de folk y miembro de "Peter, Paul y Mary", escribió en un editorial de Los Angeles Times que las acciones de DeChristopher eran comparables a las de los líderes del movimiento de derechos civiles.
En 2012, el juez Benson negó la solicitud del delincuente convicto Dr. Dewey MacKay de permanecer en libertad pendiente de la apelación de su veredicto de culpabilidad. Sin embargo, el juez Benson, sin objeciones de la fiscalía, permitió que MacKay permaneciera en libertad pendiente de la apelación de la negación de Benson. El Dr. MacKay fue condenado en agosto de 2011 por 40 cargos relacionados con la prescripción ilegal de analgésicos. Entre 2005 y 2009, el Dr. MacKay recetó más de 3,5 millones de pastillas de analgésicos opiáceos. Durante la audiencia de apelación, Benson dijo que el veredicto del jurado tenía pruebas suficientes, pero expresó su simpatía hacia MacKay y su familia y afirmó que la sentencia mínima obligatoria de 20 años emitida por Benson era "demasiado larga". "Es muy fácil ponerse casi con lágrimas en los ojos solo por el tema de la salud", dijo Benson. "Esto es muy difícil para la gente que ama, admira y respeta a este hombre, que son muchos". Benson le dijo a la familia de MacKay que "ni siquiera puede imaginar" la "pesadilla" por la que están pasando. "Debe ser como una nube negra", dijo. Dijo que el sistema de jurados de Estados Unidos no es perfecto, pero agregó que los jurados en el caso de MacKay realizaron su trabajo con diligencia. El abogado de MacKay utilizó su mala salud y la gran cantidad de medicamentos recetados que toma como razones por las que MacKay debería permanecer fuera de prisión.

## Publicación
El juez Benson es coautor de un libro de texto sobre evidencia, descrito por el minorista en línea West Thomson de la siguiente manera: "Este tratado examina cada artículo de las Reglas de Prueba de Utah en un formato amigable para los profesionales. Se presenta el lenguaje actual y la historia legislativa relevante de cada artículo, seguido de listas de verificación y una descripción general analítica de la jurisprudencia de Utah y los casos de la Corte Suprema de los Estados Unidos que interpretan cada regla probatoria. También se describen las diferencias que pueden existir entre las reglas de prueba estatales y federales".